# Atenuació (mecànica d'ones)
En física, l'atenuació és la pèrdua gradual d'intensitat d'una ona al passar a través d’un medi. Per exemple, els vidres foscos atenuen la llum visible, el plom atenua els raigs X i l'aigua i l'aire atenuen la llum i el so a taxes d'atenuació diferents.
Els protectors auditius ajuden a reduir el flux acústic que flueix a les orelles. Aquest fenomen s'anomena atenuació acústica i es sol mesurar en decibels (dB).
En els camps d'enginyeria elèctrica i de telecomunicacions, l’atenuació afecta la propagació d'ones i senyals en circuits elèctrics, fibres òptiques i en les comunicacions sense fil que es transmeten per medis com l'aire. Els atenuadors elèctrics i els atenuadors òptics són components fabricats habitualment en aquest camp.

## Antecedents

En aquesta funció d'esmorteïment, es pot observar la disminució de l'amplitud de l'ona i, per tant, l'atenuació d'aquesta.

En molts casos, l’atenuació és una funció exponencial de la longitud del recorregut de l'ona a través del medi. En espectroscòpia química, això es coneix com la llei de Lambert-Beer. En enginyeria, l'atenuació es mesura generalment en unitats de decibels per unitat de longitud del medi (dB/cm, dB/km, etc, segons sigui més adequat pel sistema) i ve representat pel coeficient d'atenuació del medi en qüestió.  L'atenuació també es produeix en les ones sísmiques del terratrèmols; quan les ones sísmiques s'allunyen més de l'hipocentre, perden intensitat a mesura que són atenuades pel terra.

## Coeficient d'atenuació
El coeficient d’atenuació lineal, coeficient d’atenuació o coeficient d'extinció caracteritza la facilitat amb què un volum de material pot ser penetrat per una ona de llum, so, partícules o una altra forma d'energia o matèria. Un coeficient d'atenuació elevat significa que el feix s'atenuarà ràpidament (la intensitat disminuirà) quan passi pel medi, i un coeficient d'atenuació petit, pel contrari, significa que el medi és relativament transparent al feix. La unitat del SI coeficient d’atenuació és el metre recíproc (m−1). També es pot utilitzar el terme coeficient d'extinció, un terme antic per la mateixa magnitud física, encara bastant utilitzat en camps com la química, la meteorologia i la climatologia.
Aquesta quantitat mesura el valor de la distància en que la intensitat original es reduirà en un factor e, és a dir, per un material amb un coeficient de 2 m-1, la llum disminuirà 2 cops en un factor e, o e², per cada metre que hi passi a través. També es pot utilitzar un factor diferent a e, com el coeficient d'atenuació decàdic, on disminuiria en un factor 10.

## Ultrasons
Una de les àrees de recerca en què l’atenuació té un paper destacat és la física dels ultrasons. L’atenuació en ultrasons és la reducció de l’amplitud del feix d’ultrasons en funció de la distància a través del mitjà d’imatge. És important tenir en compte els efectes d’atenuació dels ultrasons perquè una amplitud reduïda del senyal pot afectar la qualitat de la imatge produïda. En conèixer l’atenuació que experimenta un feix d’ultrasò viatjant a través d’un mitjà, es pot ajustar l’amplitud del senyal d’entrada per compensar qualsevol pèrdua d’energia a la profunditat d’imatge desitjada.
- La mesura de l’atenuació dels ultrasons en sistemes heterogenis, com emulsions o col·loides, proporciona informació sobre la distribució de la mida de les partícules. Hi ha un estàndard ISO per aquesta tècnica.[3]
- L'atenuació per ultrasons es pot utilitzar per mesurar la reologia extensiva. Hi ha reòmetres acústics que utilitzen la llei de Stokes per mesurar la viscositat extensional i la viscositat de volum.[4]

Les equacions d’ona que tenen en compte l’atenuació acústica es poden escriure en una forma derivada fraccionària.
En medis homogenis, les principals propietats físiques que contribueixen a l’atenuació del so són la viscositat i la conductivitat tèrmica.
Hi ha dues maneres generals de pèrdues d’energia acústica: l'absorció i la dispersió. La propagació d'ultrasons a través de medis homogenis només s'associa amb l'absorció i només es pot caracteritzar amb el coeficient d'absorció. La propagació a través de suports heterogenis requereix tenir en compte la dispersió.

## Atenuació de la llum en l'aigua

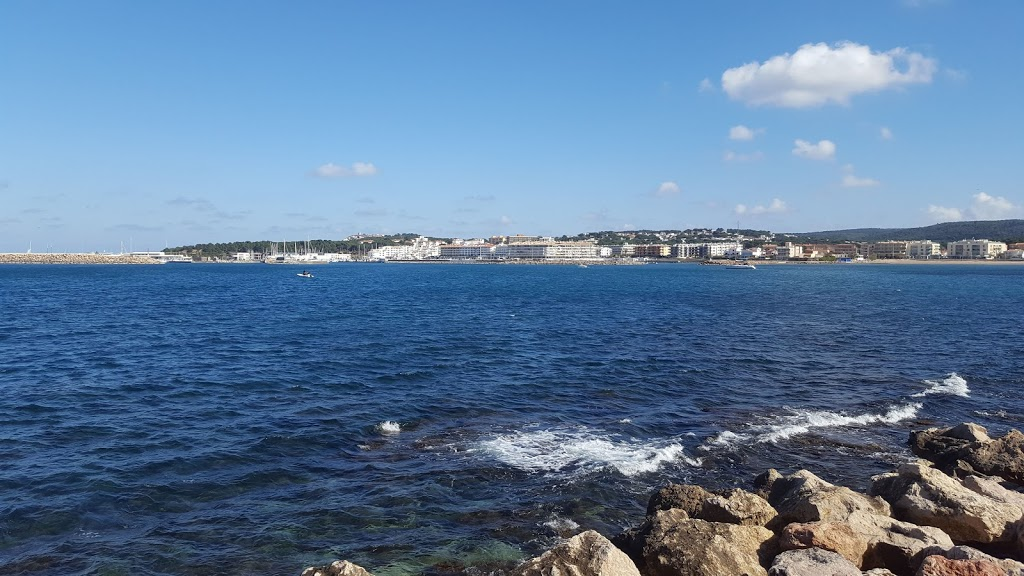
Tot i que l'aigua pura és gairabé transparent, les grans masses apareixen blaves degut a fenòmens d'atenuació de la llum.

La radiació emesa pel Sol té longituds d’ona que cauen en l'espectre visible de la llum, oscil·lant entre els 360 nm (violeta) i els 750 nm (vermell). Quan la radiació del Sol arriba a la superfície del mar, l’aigua atenua la radiació, i la intensitat de la llum disminueix exponencialment amb la profunditat de l’aigua. La intensitat de la llum a la profunditat es pot calcular mitjançant la llei Beer-Lambert.
En aigües clares del mig de l’oceà, la llum visible s'absorbeix de manera més important a les longituds d’ona més llargues. Així, les longituds d’ona vermelles, taronja i grogues s'absorbeixen totalment a profunditats baixes, mentre que les longituds d’ona blaves i violetes arriben més profundament a la columna d’aigua. Com que les longituds d’ona blaves i violetes s'absorbeixen menys en comparació amb les altres longituds d’ona, les aigües de l’oceà semblen de color blau intens a la vista.
A prop de la costa, l’aigua conté més fitoplàncton que a les aigües del mig de l’oceà. Els pigments de la clorofil·la del fitoplàncton absorbeixen la llum i les mateixes plantes dispersen la llum, cosa que fa que les aigües costaneres siguin menys clares que les aigües de l’oceà. La clorofil·la absorbeix la llum de maner més important a les zones de longituds d'ona més curtes (blau i violeta) de l'espectre visible. A les aigües costaneres on es produeixen altes concentracions de fitoplàncton, la longitud d’ona verda arriba a zones més profundes de les masses d'aigua i el color de l’aigua apareix blau verdós o verd .

## Ones sísmiques
L'energia amb què un terratrèmol afecta una ubicació depèn de la distància amb l'hipocentre. L'atenuació de la d'intensitat del senyal de moviment del terreny té un paper important en l'avaluació de possibles terratrèmols en una zona determinada. Una ona sísmica perd energia a mesura que es propaga per la terra. Aquest fenomen està lligat a la dispersió de l'energia sísmica amb la distància. Hi ha dos tipus de dissipació d'energia sísmica:
- La dispersió geomètrica causada per la distribució de l'energia sísmica a volums més grans de terra.
- La dispersió en forma de calor, també anomenada atenuació intrínseca o atenuació inelàstica.

En les roques sedimentàries poroses saturades de fluid, com en el gres, l’atenuació intrínseca de les ones sísmiques és causada principalment pel flux induït del fluid en el porus induït per les ones.

## Atenuació electromagnètica

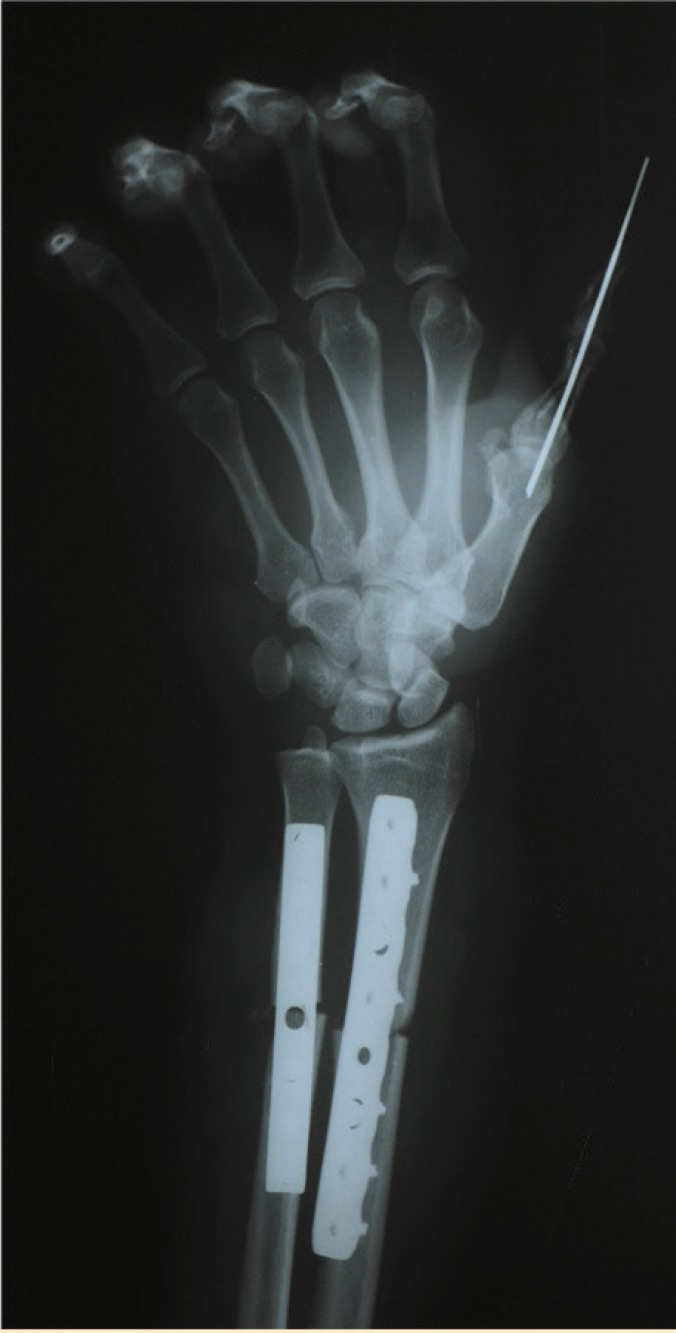
La diferència de composició entre els diferents materials produeixen una diferent atenuació dels raigs X que hi passen a través. En la imatge es mostra una radiografia d'una mà humana, on aquest fenomen permet distingir els teixits que la formen, els ossos i els teixits tous, a més dels implants ortopèdics metàl·lics en els ossos del braç.

L’atenuació disminueix la intensitat de la radiació electromagnètica a causa de l’absorció o la dispersió de fotons. L’atenuació no inclou la disminució de la intensitat a causa de la propagació geomètrica de la llei de l'invers del quadrat. Per tant, el càlcul del canvi total en la intensitat d'una ona implica tant la llei del quadrat invers com una estimació de l’atenuació sobre el camí.
Les principals causes d’atenuació de la matèria són l'efecte fotoelèctric, la dispersió de Compton i, per a energies fotòniques superiors a 1,022 MeV, la producció de parells.

### Raigs X
Els feixos de raigs X s'atenuen quan els fotons de raigs X que passen a través d'un teixit s'absorbeixen. La interacció amb la matèria és diferent entre els fotons d'alta energia i els fotons de baixa energia. Els fotons que viatgen a una energia superior són més capaços de viatjar a través d’un teixit, ja que tenen menys possibilitats d’interaccionar amb la matèria. Això és principalment a causa de l'efecte fotoelèctric que estableix que "la probabilitat d'absorció fotoelèctrica és aproximadament proporcional a (Z/E)3, on Z és el nombre atòmic de l'àtom de teixit i E és l'energia del fotó. Per això, un augment de l'energia del fotó (E) donarà lloc a una ràpida disminució de la interacció amb la matèria. També això permet dur a terme les radiografies, ja que la diferència de composició (i per tant de Z) en teixits com ossos i músculs permet una diferència d'absorció, que farà variar l'atenuació, i amb això la intensitat dels raigs X transmesos que generaran la imatge.

### Òptica
L’atenuació en fibres òptiques, també coneguda com a pèrdua de transmissió, és la reducció de la intensitat del feix de llum (o senyal) respecte a la distància recorreguda a través del mitjà de transmissió. Els coeficients d’atenuació de la fibra òptica solen utilitzar unitats de dB/km a través del medi a causa de la relativament alta transparència dels mitjans de transmissió òptics moderns. El mitjà sol ser una fibra de vidre de sílice que confina el feix de llum en el seu l'interior. La atenuació és un factor important que limita la transmissió d’un senyal digital a grans distàncies. Per tant, s'ha investigat tant en limitar l’atenuació com en maximitzar l’amplificació d'aquest senyal òptic. La investigació empírica ha demostrat que l'atenuació de la fibra òptica és causada principalment per fenòmens de dispersió i d'absorció.
L'atenuació de la fibra òptica es pot quantificar mitjançant l'equació següent:
{\displaystyle {\text{Atenuació (Db)}}=10\times \log _{10}\left({\frac {\text{Intensitat d'entrada (W)}}{\text{Intensitat de dortida (W)}}}\right)}

#### Difusió de la llum
La propagació de la llum a través del nucli d’una fibra òptica es basa en la reflexió interna total de l’ona de llum. Les superfícies rugoses i irregulars de la fibra de vidre, fins i tot a nivell micromètric, poden fer que els rajos de llum es reflecteixin en moltes direccions aleatòries. Aquest tipus de reflexió es coneix com a "reflexió difusa", i normalment es caracteritza per una gran varietat d'angles de reflexió. La majoria d’objectes que es poden veure a simple vista són visibles a causa d’una reflexió difusa. Un altre terme que s'utilitza habitualment per a aquest tipus de reflexió és la “dispersió de llum”. La dispersió de la llum per les superfícies dels objectes és el nostre mecanisme principal d’observació física.
La dispersió de la llum depèn de la longitud d' ona de la llum que es dispersa. Per tant, apareixen límits a les escales espacials de visibilitat, en funció de la freqüència de l’ona de llum incident i de la dimensió física (o escala espacial) del centre de dispersió, que normalment es presenta en forma d’algun element microestructural específic. Per exemple, atès que la llum visible té una escala de longituds d'ona de l'ordre d'un micròmetre, els centres de dispersió tindran dimensions en una escala espacial similar.
Per tant, l’atenuació resulta de la dispersió incoherent de la llum a les superfícies i interfícies internes. En materials policristal·lins com els metalls i la ceràmica, a més dels porus, la majoria de les superfícies o interfícies internes tenen forma de límits de gra que separen petites regions d’ordre cristal·lí. Recentment s'ha demostrat que, quan la mida del centre de dispersió (o límit del gra) es redueix per sota de la mida de la longitud d’ona de la llum que s'està dispersant, la dispersió ja no es produeix en cap mesura. Aquest fenomen ha donat lloc a la producció de materials ceràmics transparents.

#### Absorció UV-Vis-IR
A més de la dispersió de la llum, també es pot produir atenuació o pèrdua de senyal a causa de l'absorció selectiva de longituds d'ona específiques, de manera similar a la responsable de l'aparició del color. Les consideracions sobre el material primari inclouen tant electrons com molècules de la següent manera:
- A nivell electrònic, depenent de si els orbitals electrònics estan espaiats (o "quantificats") de manera que poden absorbir un quant de llum o fotó d'una longitud d'ona o freqüència determinada situada en els rangs ultraviolats (UV) o visibles (vis.). Això és el que dona lloc al color.
- A nivell atòmic o molecular, depèn de les freqüències de les vibracions moleculars dels enllaços químics, del grau d’apropament entre els seus àtoms o molècules i de si els àtoms o molècules presenten o no un ordre a llarg abast. Aquests factors determinaran la capacitat del material de transmetre longituds d'ona més llargues, en el rang dels infraroigs (IR), IR llunyà, ràdio i microones.

L'absorció selectiva de llum infraroja (IR) per un material concret es produeix perquè la freqüència seleccionada de l'ona de llum coincideix amb la freqüència (o un múltiple integral de la freqüència) a la qual vibren les partícules d'aquest material. Atès que diferents àtoms i molècules tenen diferents freqüències naturals de vibració, absorbiran selectivament diferents freqüències (o porcions de l'espectre) de la llum infraroja (IR). En això es basa la caracterització mitjançant espectroscòpia IR.

### Ones de radio
L'atenuació és una consideració important en el món modern de les telecomunicacions sense fils. L'atenuació limita l'abast dels senyals de ràdio i es veu afectada pels materials que ha de recórrer el senyal (per exemple, aire, fusta, formigó, pluja, etc.).

### Aplicacions
En les fibres òptiques, l’atenuació és la velocitat a la qual la llum del senyal disminueix en intensitat. Per aquest motiu, la fibra de vidre (que té una baixa atenuació) s'utilitza per als cables de fibra òptica de llarga distància; la fibra plàstica té una major atenuació i, per tant, un abast més curt. També existeixen atenuadors òptics que disminueixen intencionadament el senyal d’un cable de fibra òptica.
L’atenuació de la llum també és important en l'oceanografia física. Aquest mateix efecte és una consideració important en el radar meteorològic, ja que les gotes de pluja absorbeixen una part del feix emès que és més o menys significativa en funció de la longitud d'ona utilitzada.
A causa dels efectes nocius dels fotons d'alta energia, és necessari saber quanta energia es diposita en el teixit durant els tractaments diagnòstics que impliquen aquesta radiació. A més, la radiació gamma s'utilitza en tractaments contra el càncer, on és important saber quanta energia es dipositarà al teixit sa i quanta en el tumor.
En computació gràfica l’atenuació defineix la influència local o global de les fonts de llum i dels camps de força.
A la les imatges per tomografia computada, l’atenuació descriu la densitat o la foscor de la imatge de manera similar a en les radiografies.